# Tsurumi-Linie
| Triebzug der Baureihe 205 bei Kokudō |                                          |                                    |                                    |
| |                                          |                                    |                                    |
| Streckenlänge: | 9,7 km                                   |                                    |                                    |
| Spurweite: | 1067 mm (Kapspur)                        |                                    |                                    |
| Stromsystem: | 1500 V ~                                 |                                    |                                    |
| Streckengeschwindigkeit: | 85 km/h                                  |                                    |                                    |
| Zweigleisigkeit: | Tsurumi – Ōgimachi Asano – Shin-Shibaura |                                    |                                    |
| |                                          |                                    |                                    |
| Gesellschaft: | JR East                                  |                                    |                                    |
| \| \| 0,0 \| Tsurumi (鶴見) 1934– \| Tsurumi (鶴見) 1934– \| \| \| \| Keikyū Tsurumi (京急鶴見) \| \| \| \| 0,1 \| Tsurumi (鶴見) 1931–1934 \| Tsurumi (鶴見) 1931–1934 \| \| \| 0,2 \| Tsurumi (鶴見) 1930–1931 \| Tsurumi (鶴見) 1930–1931 \| \| \| 0,5 \| Honzan (本山) 1930–1942 \| Honzan (本山) 1930–1942 \| \| \| \| Sōjiji (総持寺) \| \| \| \| \| ← Shōnan-Shinjuku-Linie \| \| \| \| \| ← Keihin-Tōhoku-Linie \| \| \| \| \| ← Tōkaidō-Güterlinie \| \| \| \| \| ← Keikyū-Hauptlinie \| \| \| \| \| \| \| \| \| 0,9 \| Kokudō (国道) 1930– \| Kokudō (国道) 1930– \| \| \| \| \| \| \| \| \| Tsurumi-gawa \| \| \| \| 1,5 \| Tsurumi-Ono (鶴見小野) 1936– \| Tsurumi-Ono (鶴見小野) 1936– \| \| \| \| Depot \| \| \| \| \| \| \| \| \| 2,4 \| Bentembashi (弁天橋) 1926– \| Bentembashi (弁天橋) 1926– \| \| \| 2,4* \| Tsurumi-Kawaguchi \| Tsurumi-Kawaguchi \| \| \| \| (鶴見川口) 1935–1982 \| \| \| \| 3,00,0* \| Asano (浅野) 1926– \| Asano (浅野) 1926– \| \| \| \| \| \| \| \| 0,2* \| Suehiro (末広) –1935 \| Suehiro (末広) –1935 \| \| \| 0,9* \| Shin-Shibaura (新芝浦) 1932– \| Shin-Shibaura (新芝浦) 1932– \| \| \| \| Toshiba \| \| \| \| 1,7* \| Umi-Shibaura (海芝浦) 1940– \| Umi-Shibaura (海芝浦) 1940– \| \| \| \| Asahi-Kanal \| \| \| \| \| Tsurumi-Öllager \| \| \| \| 1,0** \| Hama-Anzen (浜安善) 1926–1986 \| Hama-Anzen (浜安善) 1926–1986 \| \| \| 3,50,0** \| Anzen (安善) 1930– \| Anzen (安善) 1930– \| \| \| \| \| \| \| \| \| Amerika-Tsurumi-Öllager II \| \| \| \| \| ← Ōkawa-Zweiglinie \| \| \| \| 4,10,0# \| Musashi-Shiraishi (武蔵白石) 1931– \| Musashi-Shiraishi (武蔵白石) 1931– \| \| \| \| Shiraishi-Kanal \| \| \| \| 1,0# \| Ōkawa (大川) 1926– \| Ōkawa (大川) 1926– \| \| \| 4,4 \| Musashi-Shiraishi (武蔵白石) –1930 \| Musashi-Shiraishi (武蔵白石) –1930 \| \| \| 4,7 \| Kaisuiyoku-mae (海水浴前) –1941 \| Kaisuiyoku-mae (海水浴前) –1941 \| \| \| \| \| \| \| \| \| \| \| \| \| 5,7 \| Hama-Kawasaki (浜川崎) 1918– \| Hama-Kawasaki (浜川崎) 1918– \| \| \| \| → Nambu-Linie \| \| \| \| \| → Tōkaidō-Güterlinie \| \| \| \| \| Güterbahnhof Hama-Kawasaki \| \| \| \| \| \| \| \| \| 6,0 \| Watarida (渡田) –1943 \| Watarida (渡田) –1943 \| \| \| \| \| \| \| \| 6,4 \| Shōwa (昭和) 1931– \| Shōwa (昭和) 1931– \| \| \| 6,4 \| Ōgimachi (扇町) 1928– \| Ōgimachi (扇町) 1928– \| \| \| \| Mitsui-Werft \| \| |                                          |                                    |                                    |
| Kopfbahnhof Streckenanfang · Strecke · Bahnhof · Dienststation / Betriebs- oder Güterbahnhof · Strecke | 0,0                                      | Tsurumi (鶴見) 1934–               | Tsurumi (鶴見) 1934–               |
| Strecke · Strecke · Strecke · Strecke · Haltepunkt / Haltestelle |                                          | Keikyū Tsurumi (京急鶴見)          | Keikyū Tsurumi (京急鶴見)          |
| ehemaliger Haltepunkt / Haltestelle · Strecke · Strecke · Strecke · Strecke | 0,1                                      | Tsurumi (鶴見) 1931–1934           | Tsurumi (鶴見) 1931–1934           |
| ehemaliger Haltepunkt / Haltestelle · Strecke · Strecke · Strecke · Strecke | 0,2                                      | Tsurumi (鶴見) 1930–1931           | Tsurumi (鶴見) 1930–1931           |
| ehemaliger Haltepunkt / Haltestelle · Strecke · Strecke · Strecke · Strecke | 0,5                                      | Honzan (本山) 1930–1942            | Honzan (本山) 1930–1942            |
| Strecke · Strecke · Strecke · Strecke · ehemaliger Haltepunkt / Haltestelle |                                          | Sōjiji (総持寺)                    | Sōjiji (総持寺)                    |
| Kreuzung geradeaus oben · Strecke nach rechts · Strecke · Strecke · Strecke |                                          | ← Shōnan-Shinjuku-Linie            | ← Shōnan-Shinjuku-Linie            |
| Kreuzung geradeaus oben · Strecke quer · Strecke nach rechts · Strecke · Strecke |                                          | ← Keihin-Tōhoku-Linie              | ← Keihin-Tōhoku-Linie              |
| Kreuzung geradeaus oben · Strecke quer · Strecke quer · Strecke nach rechts · Strecke |                                          | ← Tōkaidō-Güterlinie               | ← Tōkaidō-Güterlinie               |
| Kreuzung geradeaus oben · Strecke quer · Strecke quer · Strecke quer · Strecke nach rechts |                                          | ← Keikyū-Hauptlinie                | ← Keikyū-Hauptlinie                |
| Strecke nach halblinks |                                          |                                    |                                    |
| Haltepunkt / Haltestelle | 0,9                                      | Kokudō (国道) 1930–                | Kokudō (国道) 1930–                |
| Strecke von halbrechts |                                          |                                    |                                    |
| Brücke über Wasserlauf |                                          | Tsurumi-gawa                       | Tsurumi-gawa                       |
| Haltepunkt / Haltestelle | 1,5                                      | Tsurumi-Ono (鶴見小野) 1936–       | Tsurumi-Ono (鶴見小野) 1936–       |
| Strecke · Betriebsstelle Streckenanfang |                                          | Depot                              | Depot                              |
| |                                          |                                    |                                    |
| Haltepunkt / Haltestelle | 2,4                                      | Bentembashi (弁天橋) 1926–         | Bentembashi (弁天橋) 1926–         |
| Betriebs-/Güterbahnhof Streckenanfang und quer (Strecke außer Betrieb) · Abzweig geradeaus und ehemals von rechts | 2,4*                                     | Tsurumi-Kawaguchi                  | Tsurumi-Kawaguchi                  |
| Strecke |                                          | (鶴見川口) 1935–1982               | (鶴見川口) 1935–1982               |
| Bahnhof | 3,00,0*                                  | Asano (浅野) 1926–                 | Asano (浅野) 1926–                 |
| |                                          |                                    |                                    |
| ehemaliger Haltepunkt / Haltestelle · Strecke | 0,2*                                     | Suehiro (末広) –1935               | Suehiro (末広) –1935               |
| Bahnhof · Strecke | 0,9*                                     | Shin-Shibaura (新芝浦) 1932–       | Shin-Shibaura (新芝浦) 1932–       |
| Betriebsstelle Streckenanfang und quer · Abzweig geradeaus und von rechts · Strecke |                                          | Toshiba                            | Toshiba                            |
| Haltepunkt / Haltestelle Streckenende · Strecke | 1,7*                                     | Umi-Shibaura (海芝浦) 1940–        | Umi-Shibaura (海芝浦) 1940–        |
| Brücke über Wasserlauf |                                          | Asahi-Kanal                        | Asahi-Kanal                        |
| Betriebsstelle Streckenanfang · Strecke |                                          | Tsurumi-Öllager                    | Tsurumi-Öllager                    |
| ehemaliger Dienststation / Betriebs- oder Güterbahnhof · Strecke | 1,0**                                    | Hama-Anzen (浜安善) 1926–1986      | Hama-Anzen (浜安善) 1926–1986      |
| Strecke · Haltepunkt / Haltestelle | 3,50,0**                                 | Anzen (安善) 1930–                 | Anzen (安善) 1930–                 |
| |                                          |                                    |                                    |
| Betriebsstelle Streckenende · Strecke |                                          | Amerika-Tsurumi-Öllager II         | Amerika-Tsurumi-Öllager II         |
| |                                          | ← Ōkawa-Zweiglinie                 |                                    |
| ehemaliger Haltepunkt / Haltestelle · Haltepunkt / Haltestelle | 4,10,0#                                  | Musashi-Shiraishi (武蔵白石) 1931– | Musashi-Shiraishi (武蔵白石) 1931– |
| Brücke über Wasserlauf · Strecke |                                          | Shiraishi-Kanal                    | Shiraishi-Kanal                    |
| Haltepunkt / Haltestelle Streckenende · Strecke | 1,0#                                     | Ōkawa (大川) 1926–                 | Ōkawa (大川) 1926–                 |
| ehemaliger Haltepunkt / Haltestelle | 4,4                                      | Musashi-Shiraishi (武蔵白石) –1930 | Musashi-Shiraishi (武蔵白石) –1930 |
| ehemaliger Haltepunkt / Haltestelle | 4,7                                      | Kaisuiyoku-mae (海水浴前) –1941    | Kaisuiyoku-mae (海水浴前) –1941    |
| |                                          |                                    |                                    |
| Strecke nach links (außer Betrieb) · Kreuzung geradeaus unten (Querstrecke außer Betrieb) · Strecke von rechts (außer Betrieb) |                                          |                                    |                                    |
| Bahnhof · Strecke (außer Betrieb) | 5,7                                      | Hama-Kawasaki (浜川崎) 1918–       | Hama-Kawasaki (浜川崎) 1918–       |
| Abzweig geradeaus und von links · Kreuzung geradeaus oben (Strecke geradeaus außer Betrieb) · Bahnhof quer |                                          | → Nambu-Linie                      | → Nambu-Linie                      |
| Strecke · Abzweig ehemals geradeaus und von links |                                          | → Tōkaidō-Güterlinie               | → Tōkaidō-Güterlinie               |
| Dienststation / Betriebs- oder Güterbahnhof · Dienststation / Betriebs- oder Güterbahnhof |                                          | Güterbahnhof Hama-Kawasaki         | Güterbahnhof Hama-Kawasaki         |
| Strecke · Strecke nach links |                                          |                                    |                                    |
| ehemaliger Haltepunkt / Haltestelle | 6,0                                      | Watarida (渡田) –1943              | Watarida (渡田) –1943              |
| Brücke über Wasserlauf |                                          |                                    |                                    |
| Haltepunkt / Haltestelle | 6,4                                      | Shōwa (昭和) 1931–                 | Shōwa (昭和) 1931–                 |
| Bahnhof | 6,4                                      | Ōgimachi (扇町) 1928–              | Ōgimachi (扇町) 1928–              |
| Betriebsstelle Streckenende |                                          | Mitsui-Werft                       | Mitsui-Werft                       |

Die Tsurumi-Linie (jap. 鶴見線, Tsurumi-sen) ist eine Eisenbahnstrecke auf der japanischen Insel Honshū, die von der Bahngesellschaft JR East betrieben wird. Vom Bahnhof Tsurumi aus erschließt sie die weitläufigen Hafen- und Industriegebiete der Städte Yokohama und Kawasaki in der Präfektur Kanagawa.

## Beschreibung
Die in Kapspur (1067 mm) verlegte Strecke ist 9,7 km lang und besitzt 13 Bahnhöfe. Sie besteht aus einer 7,0 km langen, von Westen nach Osten führenden Hauptstrecke zwischen Tsurumi und Ōgimachi sowie zwei in südlicher Richtung abzweigenden Streckenästen. Der eine ist 1,7 km lang und führt nach Umi-Shibaura, der andere führt über eine Länge von 1,0 km nach Ōkawa. Alle drei Teile sind mit 1500 V Gleichspannung elektrifiziert. Zweigleisig ausgebaut sind die Hauptstrecke und der Abschnitt zwischen Asano und Shin-Shibaura, die übrigen Abschnitte besitzen nur ein Gleis. Entlang den Strecken gibt es ausgedehnte Industrieareale und die Personenzüge werden hauptsächlich von Pendlern genutzt, die dort in Fabriken arbeiten. Die durchschnittliche Entfernung zwischen den Bahnhöfen beträgt knapp über 800 Meter und ist somit die kürzeste auf dem gesamten Streckennetz von JR East.
JR Freight betreibt einen regen Schienengüterverkehr von und zu den Hafenanlagen. Aus diesem Grund gibt es zahlreiche Anschlussgleise zur Erschließung von Industriebetrieben, Öllagern und Werften. Dazu gehören Asahi Glass, Fuji Electric, Japan Marine United, JFE, Mitsubishi, Mitsui, Nisshin Seifun Group, Tōkyō Gas und Toshiba. Zwischen den Bahnhöfen Hama-Kawasaki und Ōgimachi verläuft die Tsurumi-Linie parallel zu den Gleisen der Tōkaidō-Güterlinie.

## Zugangebot
In dem Gebiet, das durch die Tsurumi-Linie erschlossen wird, gibt es nur wenige Wohnviertel, weshalb der Fahrplan in besonderem Maße auf den Pendlerverkehr ausgerichtet ist. Während der Hauptverkehrszeit fahren die Züge ab Tsurumi durchschnittlich alle vier bis sechs Minuten, tagsüber alle 20 Minuten, an Wochenenden alle 10 bis 20 Minuten. Sie verkehren östlich von Asano abwechslungsweise nach Ōgimachi, Umi-Shibaura oder Ōkawa, sodass auf den Zweigstrecken zeitweise lediglich ein 40- oder 80-Minuten-Takt angeboten wird.

## Geschichte
1924 erfolgte die Gründung der Bahngesellschaft Tsurumi Rinkō Tetsudō (鶴見臨港鉄道) als Tochtergesellschaft der Tokyo Bay Landfill Company, einem zum Asano-Zaibatsu gehörenden Unternehmen. Ihre Aufgabe bestand im Wesentlichen darin, durch Landgewinnung in der Bucht von Tokio neu entstandene Flächen zu erschließen und dadurch die Erweiterung des Hafen- und Industriegebiets zu ermöglichen. Der erste Streckenabschnitt ging am 10. März 1926 in Betrieb und führte von Bentenbashi nach Hama-Kawasaki, mit einer Zweigstrecke nach Ōkawa. Einen Monat später, am 10. April, kam eine weitere Zweigstrecke zum Öllager bei Hama-Anzen hinzu. Der Abschnitt zwischen Hama-Kawasaki und Ōgimachi folgte am 18. August 1928.

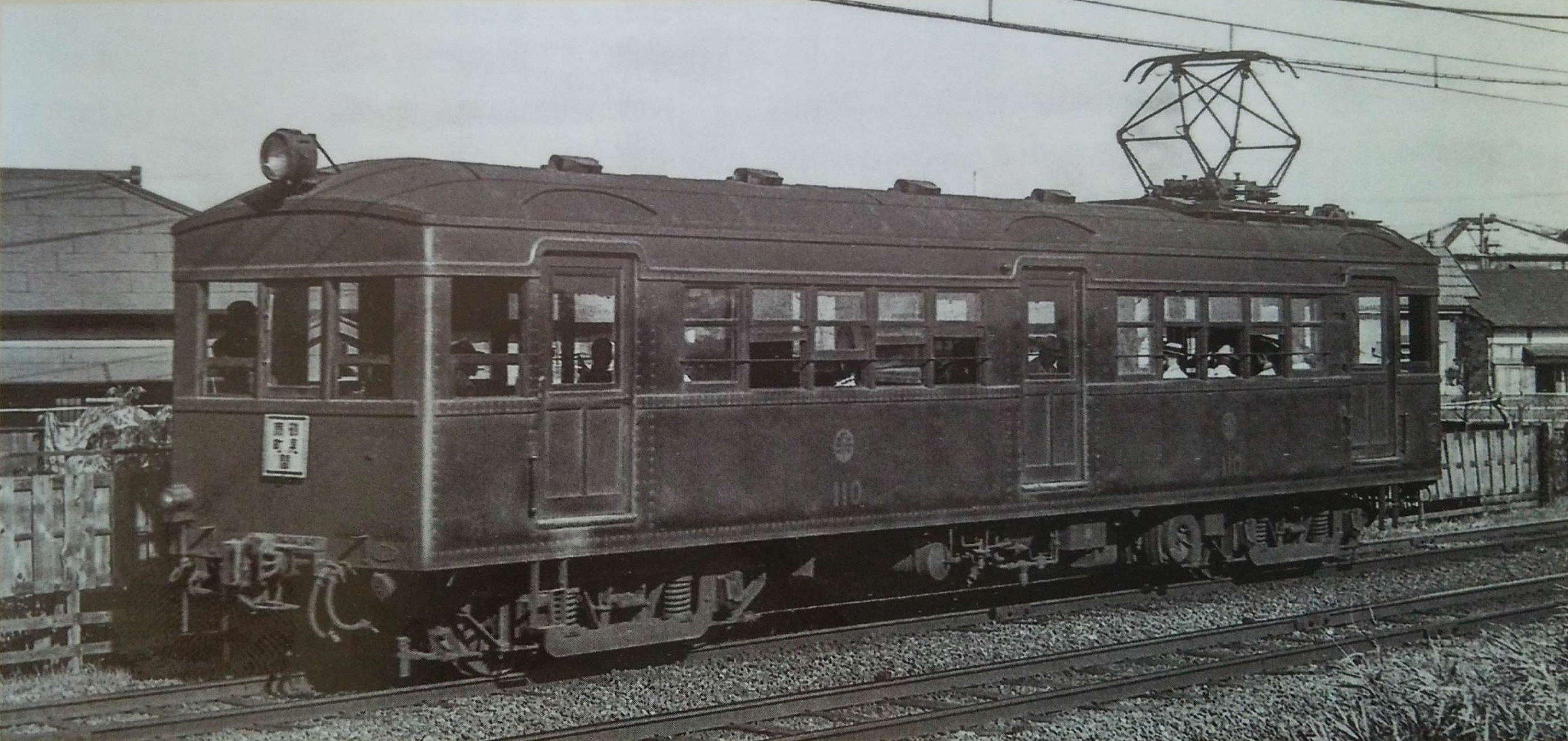
Triebwagen der Baureihe MoHa 110 der Tsurumi Rinkō Tetsudō im Jahr 1939

Zunächst mit Dampflokomotiven betrieben, wurden alle bereits bestehenden Streckenabschnitte am 28. Oktober 1930 elektrifiziert. Am selben Tag ging eine kurze Verlängerung von Bentenbashi zu einem temporären Bahnhof bei Tsurumi in Betrieb, womit die Hauptstrecke weitgehend vollendet war. Aufgrund des raschen Ausbaus der Hafenanlagen und Industrieareale ergänzte die Bahngesellschaft in den folgenden Jahren weitere Zweigstrecken. Sie übernahm am 10. Juni 1932 eine bereits bestehende Werksbahn des Unternehmens Shibaura Seisakusho (heute Toshiba) von Asano nach Shin-Shibaura und integrierte sie in ihr Streckennetz. Ab 23. Dezember 1934 verkehrten sämtliche Züge vom und zum eigentlichen Bahnhof Tsurumi, sodass die temporäre Endhaltestelle stillgelegt werden konnte. Am 1. Dezember 1935 folgte die Eröffnung der ausschließlich für den Güterverkehr genutzten Zweigstrecke von Tsurumi-Ono nach Tsurumi-Kawaguchi. Mit der Verlängerung der Zweigstrecke von Shin-Shibaura nach Umi-Shibaura erreichte das Streckennetz am 1. November 1940 seine größte Ausdehnung.
Während des Pazifikkriegs strebte der Staat danach, verschiedene Privatbahnen von strategisch wichtiger Bedeutung, die nach der ersten Verstaatlichungswelle von 1906/07 entstanden waren, unter seine Kontrolle zu bringen. Entsprechend einer 1941 erlassenen Verordnung waren insgesamt 22 Bahngesellschaften von der Verstaatlichung betroffen, darunter die Tsurumi Rinkō Tetsudō, deren Bahnstrecken am 1. Juli 1943 in staatlichen Besitz übergingen und nun zusammenfassend als Tsurumi-Linie bezeichnet wurden. Das Unternehmen blieb bestehen und war fortan überwiegend im Immobiliengeschäft tätig; es firmiert heute unter dem Namen Toa Real Estate. Gegen Ende des Kriegs war die Strecke von zahlreichen Luftangriffen der United States Army Air Forces betroffen, die große Schäden anrichteten. Die Zweigstrecken nach Umi-Shibaura und Ōkawa wurden 1945 zerstört und konnten erst nach drei bzw. fünf Jahren wiedereröffnet werden.
Die Japanische Staatsbahn verzeichnete in den Nachkriegsjahren eine markante Zunahme des Güter- und Personenverkehrs. Im Jahr 1961 beförderte sie auf der Tsurumi-Linie 37,66 Millionen Fahrgäste, was den absoluten Höchststand bedeutete. Angesichts der einsetzenden Massenmotorisierung und der zunehmenden Verlagerung des Güterverkehrs auf Lastwagen sank das Verkehrsaufkommen danach kontinuierlich, was die Staatsbahn zu Rationalisierungen zwang. Ab 1971 waren sämtliche Bahnhöfe mit Ausnahme von Tsurumi nicht mehr mit Personal besetzt. Am 15. November 1982 wurde die Zweigstrecke nach Tsurumi-Kawaguchi stillgelegt, am 1. November 1986 auch der reguläre Güterverkehr auf der Zweigstrecke nach Hama-Anzen (sie wird heute noch als Anschlussgleis verwendet). Im Rahmen der Staatsbahnprivatisierung ging die Tsurumi-Linie in den Besitz der neuen Gesellschaft JR East über, während JR Freight seither für den Güterverkehr zuständig ist.

## Liste der Bahnhöfe
| Name                      | Name                         | km           | Anschlusslinien                                               | Lage         | Ort                   |
| Hauptstrecke              | Hauptstrecke                 | Hauptstrecke | Hauptstrecke                                                  | Hauptstrecke | Hauptstrecke          |
| ------------------------- | ---------------------------- | ------------ | ------------------------------------------------------------- | ------------ | --------------------- |
| JI01                      | Tsurumi (鶴見)               | 0,0          | Keihin-Tōhoku-Linie im Bhf. Keikyū Tsurumi: Keikyū-Hauptlinie | Koord.       | Tsurumi-ku, Yokohama  |
| JI02                      | Kokudō (国道)                | 0,9          |                                                               | Koord.       | Tsurumi-ku, Yokohama  |
| JI03                      | Tsurumi-Ono (鶴見小野)       | 1,5          |                                                               | Koord.       | Tsurumi-ku, Yokohama  |
| JI04                      | Bentembashi (弁天橋)         | 2,4          |                                                               | Koord.       | Tsurumi-ku, Yokohama  |
| JI05                      | Asano (浅野)                 | 3,0          | Umi-Shibaura-Zweiglinie                                       | Koord.       | Tsurumi-ku, Yokohama  |
| JI06                      | Anzen (安善)                 | 3,5          | Ōkawa-Zweiglinie                                              | Koord.       | Tsurumi-ku, Yokohama  |
| JI07                      | Musashi-Shiraishi (武蔵白石) | 4,1          |                                                               | Koord.       | Kawasaki-ku, Kawasaki |
| JI08                      | Hama-Kawasaki (浜川崎)       | 5,7          | Nambu-Linie                                                   | Koord.       | Kawasaki-ku, Kawasaki |
| JI09                      | Shōwa (昭和)                 | 6,4          |                                                               | Koord.       | Kawasaki-ku, Kawasaki |
| JI10                      | Ōgimachi (扇町)              | 7,0          |                                                               | Koord.       | Kawasaki-ku, Kawasaki |
| Umi-Shibaura-Zweigstrecke |                              |              |                                                               |              |                       |
|                           | Asano (浅野)                 | 0,0          | Hauptlinie                                                    |              | Tsurumi-ku, Yokohama  |
| JI51                      | Shin-Shibaura (海芝浦)       | 0,9          |                                                               | Koord.       | Tsurumi-ku, Yokohama  |
| JI52                      | Umi-Shibaura (浅野)          | 1,7          |                                                               | Koord.       | Tsurumi-ku, Yokohama  |
| Ōkawa-Zweigstrecke        |                              |              |                                                               |              |                       |
|                           | Anzen (安善)                 | 0,0          | Hauptlinie                                                    |              | Tsurumi-ku, Yokohama  |
| JI61                      | Ōkawa (安善)                 | 1,0          |                                                               | Koord.       | Kawasaki-ku, Kawasaki |

## Bilder

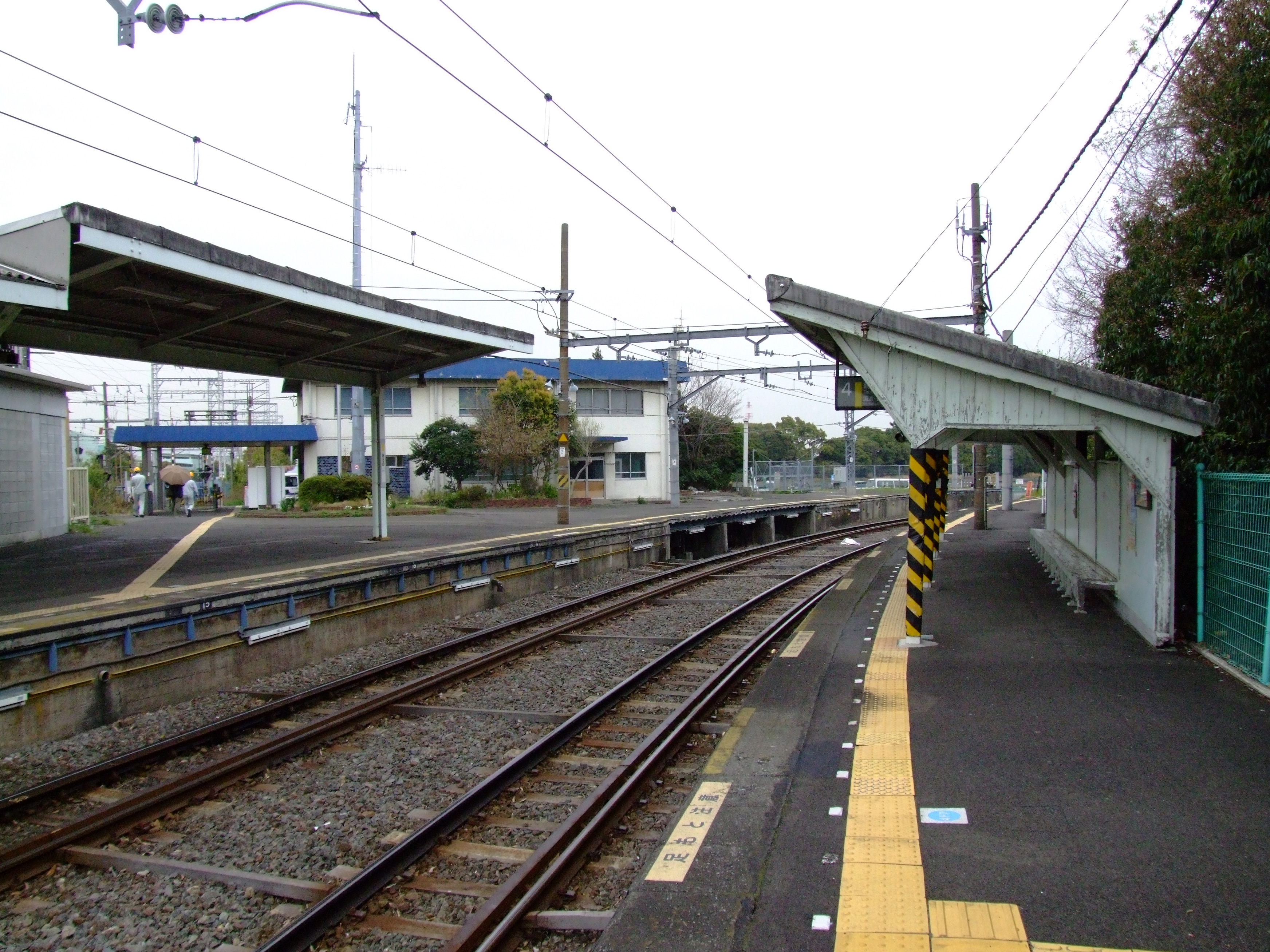
Bahnhof Asano
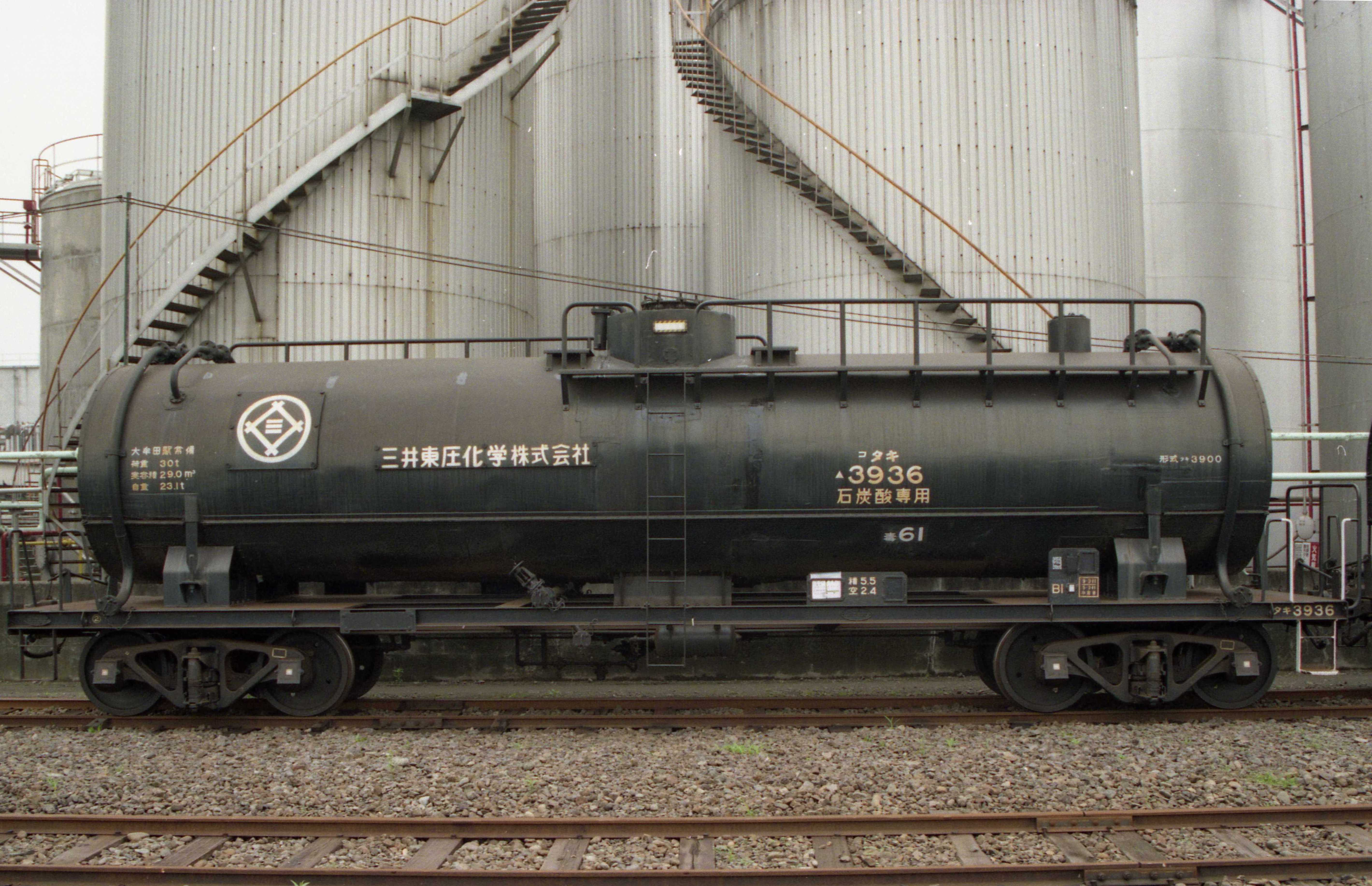
Tankwagen in Hama-Anzen (1995)
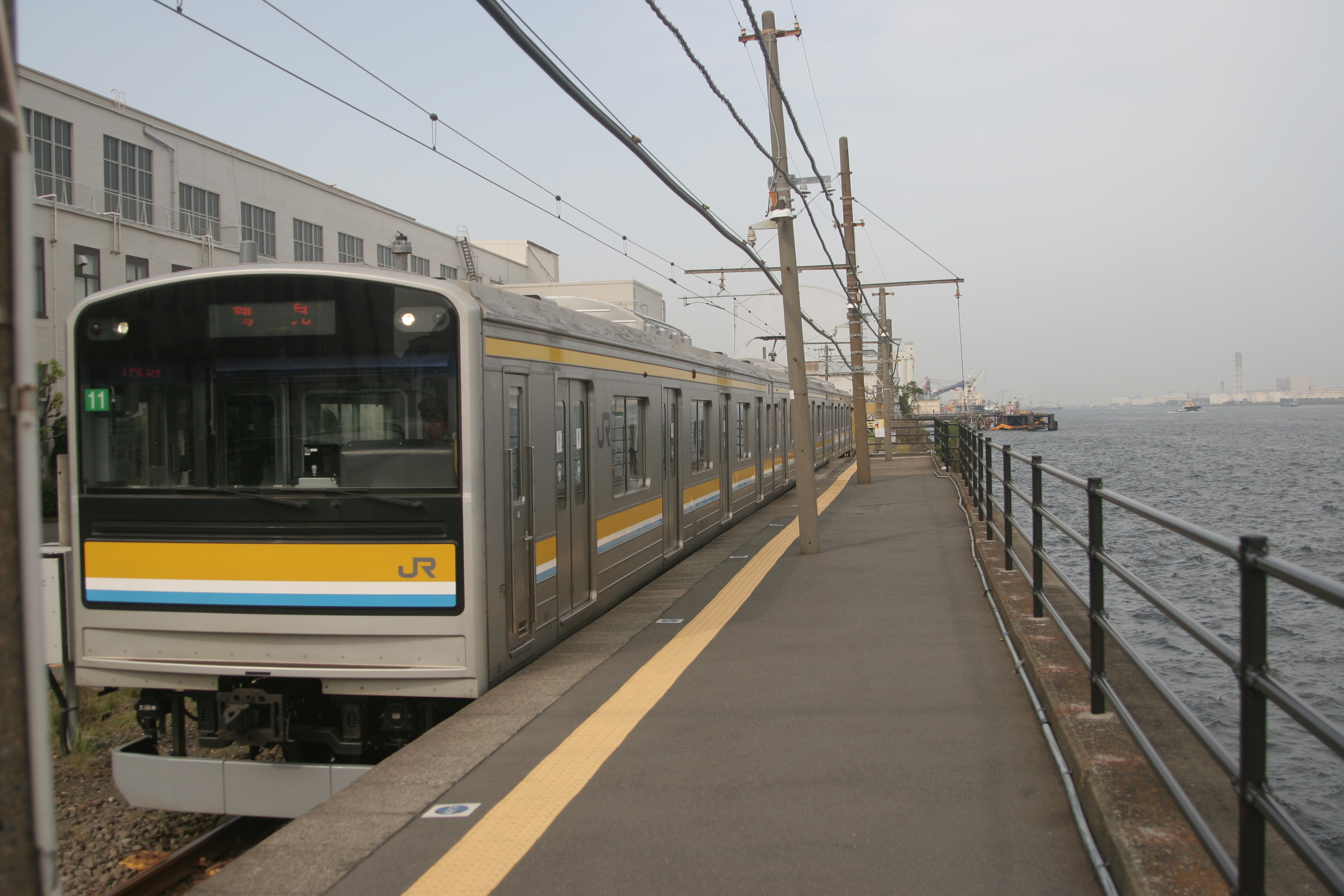
Bahnhof Umi-Shibaura
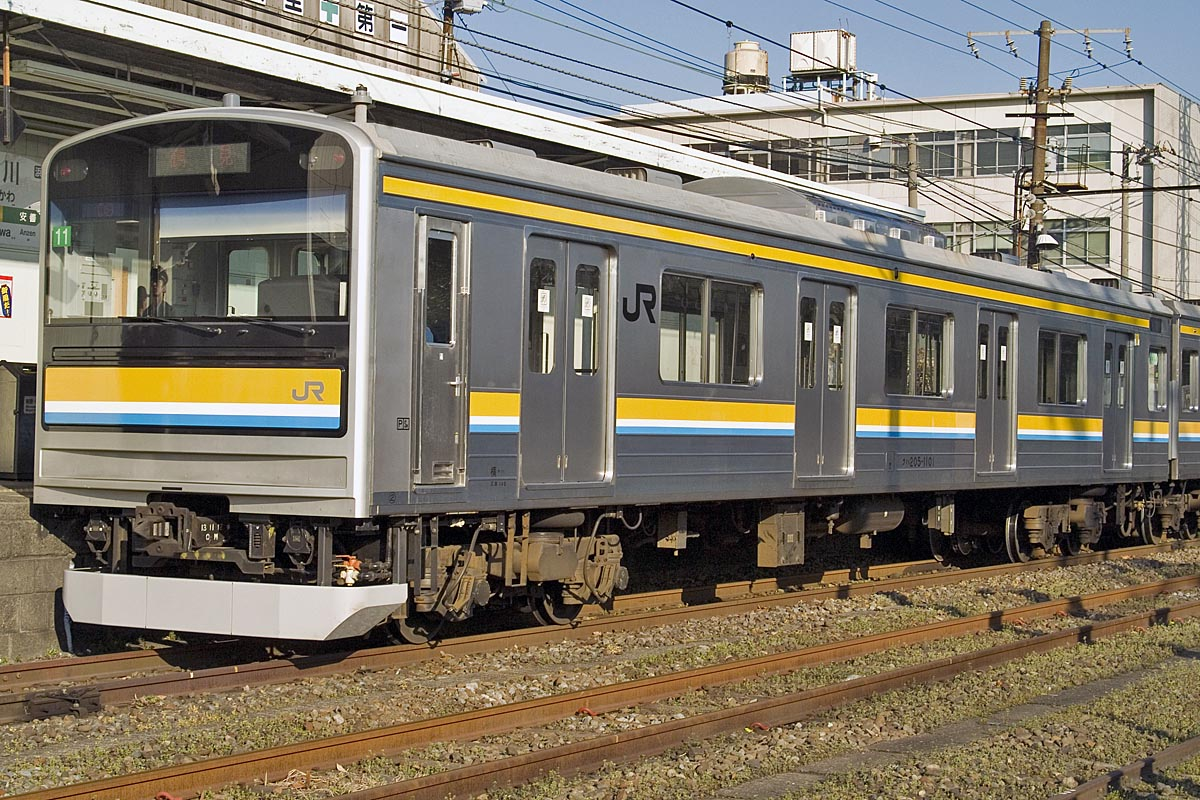
Triebwagen der Baureihe 205 in Ōkawa
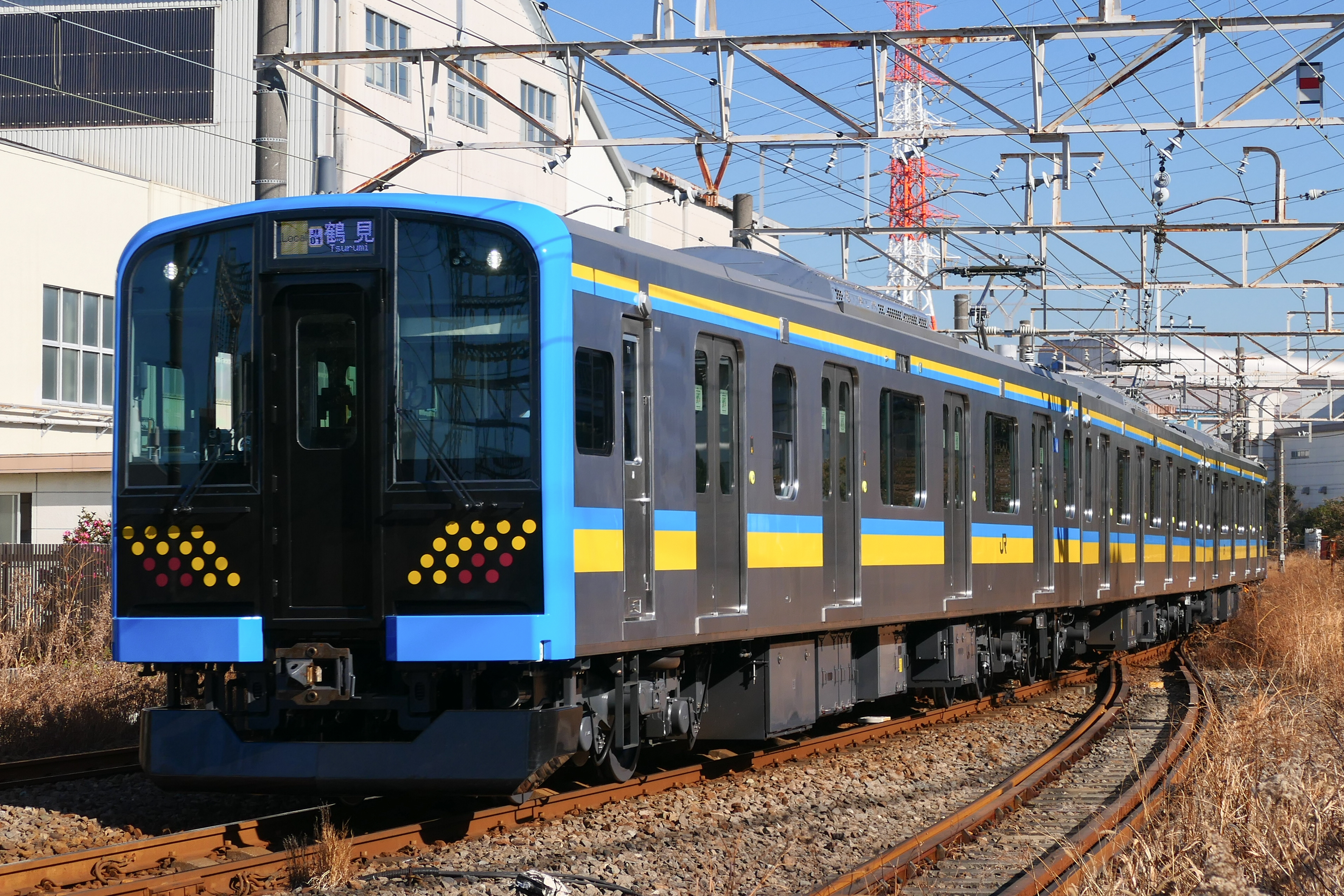
Zug der Baureihe E131